# Gustaf August Coyet
Gustaf August Coyet, född 17 augusti 1809 på Bjärsjölagård i Östra Kärrstorps socken, död 19 februari 1893 på Norrtorp i Sköllersta socken, var en svensk kapten och godsägare.

## Biografi

### Yrkesliv
Gustaf August Coyet härstammade från den adliga ätten Coyet. Han var son till Adolf Ludvig Coyet (1781–1844) och Ulrika Catharina Silfverskiöld (1788–1869). Han blev fanjunkare vid Södra skånska infanteriregementet 1816 och sergeant vid Norra skånska infanteriregementet år 1824. Han tog officersexamen 1826 och blev löjtnant vid Närkes regemente 1833 samt kapten där 1846. Avsked ur krigstjänsten skedde 1854, därefter var han ledamot av hushållningssällskapet i Örebro län 1855–1863 och hedersledamot 1884. År 1867 inträdde han i Örebro enskilda banks styrelse.

### Privatliv
Gustaf August Coyet ägde godset Norrtorp i Sköllersta socken där han 1875 lät uppföra den slottsliknande herrgården Norrtorp (byggnaden revs 1945). Han ägde även Nynäs i Ekeby socken samt arrenderade kungsgården Sundbyholms slott i Sundby socken, Södermanlands län. Den senare förbättrade han i stor utsträckning och utökade den odlade jorden med mer än 100 hektar, samt anlade plantager, parker och alléer. Efter honom övertogs arrendet av dottern Julia. Han var även en av initiativtagarna för Hjälmarsänkningen 1878–1887.
Gustaf August Coyet var gift med sin kusin friherrinnan Hedvig Lovisa Augusta Djurklou (1815–1889). Paret fick åtta barn, bland dem sonen Gösta Coyet som var hovmarskalk och ägare av Torups slott i Skåne.